# Ованнисян, Арменуи Робертовна
Арменуи Робертовна Ованнисян (арм. Արմենուհի Հովհաննիսյան, 3 июля 1965 — Ереван) — армянская политическая и государственная деятельница.
- 1987 — окончила Ереванский государственный педагогический институт русского и иностранных языков им. В. Брюсова. Учительница английского и немецкого языков.
- 1990—1992 — работала учительницей английского языка в Ереванском техническом колледже.
- 1992—1994 — учительницей иностранного языка в армянской гимназии в Москве.
- 1996—1997 — переводчица ОАО «Армтабак» в Ереване.
- 1997—1999 — коммерческий директор СП ООО «Гранд Тобакко».
- 2000 — исполнительный директор ОАО «Армкондитер», в 2000—2003 — исполнительный директор СП ООО «Гранд Кенди».
- 2003—2007 — была депутатом парламента. Член постоянной комиссии по внешним сношениям . Член АРФД.